# Goran Šušnjara
Goran Šušnjara (Spalato, 29 maggio 1958) è un allenatore di calcio ed ex calciatore croato, di ruolo centrocampista, tecnico del Zmaj Makarska.

## Carriera

### Allenatore
Nel 2014 si siede sulla panchina dell'Imotski vincendo fin da subito il girone Sud della 3.HNL con la conseguente promozione nel campionato cadetto. La stagione seguente si rivela un successo, il 7 marzo 2015 viene eletto miglior allenatore della Dalmazia per l'anno precedente mentre corona il termine della stagione nei Sokolovi con il raggiungimento del massimo traguardo mai raggiunto nella storia del club, il quinto posto in 2.HNL. Termina la sua avventura ad Imoschi l'ottobre seguente in seguito ad una crisi di risultati.
Nel gennaio 2016 diventa il nuovo allenatore del Zmaj Makarska. Riesce ad ottenere la salvezza del Zmaj per la stagione 2015-2016 mentre l'avvio deludente della stagione seguente gli costa il posto dopo soli nove mesi di permanenza a Macarsca.
Nel marzo 2017 prende la guida dell'Orkan Dugi Rat per poi, nel settembre seguente, succedere il posto di allenatore a Davor Čop nel Val. A novembre viene esonerato per aver raccolto solamente tre vittorie e nessun pareggio in dieci gare.
Il 15 ottobre 2019 prende le redini dell'Omiš. Termina la sua avventura nei Gusari nel luglio 2021 dopo due stagioni trascorse al timone del club.
Il 31 dicembre dello stesso anno diventa l'allenatore del Kamen Ivanbegovina. Si dimette dalla panchina del Kamen in seguito alla pesante sconfitta casalinga del 24 settembre 2022 per mano del GOŠK K. Gomilica (2-6). Il 13 ottobre seguente, in seguito alle dimissioni di Darko Vlatković, fa il suo ritorno sulla panchina del Zmaj Makarska.

## Palmarès

### Giocatore

#### Competizioni nazionali
- Coppa di Jugoslavia: 1

Hajduk Spalato: 1983-1984